# Tlik
Tlik (en arménien Թլիկ) est une communauté rurale du marz d'Aragatsotn, en Arménie. Elle compte 102 habitants en 2009.